# Korail Cycling Team/Saison 2016
Dieser Artikel listet Erfolge und Fahrer des Radsportteams Korail Cycling Team in der Saison 2016 auf.

## Erfolge in der UCI Asia Tour
| Datum      | Rennen                      | Kat. | Fahrer        |
| ---------- | --------------------------- | ---- | ------------- |
| 11. August | 6. Etappe Tour de Singkarak | 2.2  | Jang Kyung-gu |

## Abgänge – Zugänge
| Zugänge      | Team 2015          | Abgänge      | Team 2016 |
| ------------ | ------------------ | ------------ | --------- |
| Lee Ki-Seok  | Seoul Cycling Team | Arne Casier  | Unbekannt |
| Yoo Dahun    | Seoul Cycling Team | Park Jun     | Unbekannt |
| Kim Yong-Suk |                    | Lee Won-jae  | Unbekannt |
| Kim Doo-Yong |                    | Lee Jong-hwa | Unbekannt |
| Kim Dae-Hoon |                    |              |           |

## Mannschaft
| Name             | Geburtstag         | Nationalität |
| ---------------- | ------------------ | ------------ |
| Jang Kyung-gu    | 29. Mai 1990       | Südkorea     |
| Jeong Cheung-gyo | 24. Dezember 1989  | Südkorea     |
| Kim Dae-Hoon     | 31. März 1996      | Südkorea     |
| Kim Doo-Yong     | 20. Juni 1996      | Südkorea     |
| Kim Yong-Suk     | 17. September 1997 | Südkorea     |
| Lee Ki-Seok      | 28. September 1988 | Südkorea     |
| Lee Seung-Kwon   | 22. April 1993     | Südkorea     |
| Min Sunki        | 24. April 1996     | Südkorea     |
| Yoo Dahun        | 15. Juli 1994      | Südkorea     |